# V Governo Provisório de Portugal
O V Governo Provisório, chefiado por Vasco Gonçalves, foi um governo de Portugal cuja tomada de posse se deu a 8 de agosto de 1975, viria a cair a 19 de setembro de 1975.

## Composição
A sua constituição era a seguinte:
Legenda de cores
| Cargo                                           | Detentor | Detentor                                    | Detentor | Período                                      |
| ----------------------------------------------- | -------- | ------------------------------------------- | -------- | -------------------------------------------- |
| Primeiro-ministro                               |          | Vasco Gonçalves (1921–2005)                 |          | 8 de agosto de 1975 a 19 de setembro de 1975 |
| Vice-primeiro-ministro                          |          | José Teixeira Ribeiro (1908–1997)           |          | 8 de agosto de 1975 a 19 de setembro de 1975 |
| Vice-primeiro-ministro                          |          | António Arnao Metello (1938–2008)           |          | 8 de agosto de 1975 a 19 de setembro de 1975 |
| Ministro da Defesa Nacional                     |          | Silvano Ribeiro (1923–2004)                 |          | 8 de agosto de 1975 a 19 de setembro de 1975 |
| Ministro da Administração Interna               |          | Alfredo Cândido de Moura (1937–)            |          | 8 de agosto de 1975 a 19 de setembro de 1975 |
| Ministro da Justiça                             |          | Joaquim Rocha e Cunha (1913–1996)           |          | 8 de agosto de 1975 a 19 de setembro de 1975 |
| Ministro do Planeamento e Coordenação Económica |          | Mário Murteira (1933–2013)                  |          | 8 de agosto de 1975 a 19 de setembro de 1975 |
| Ministro das Finanças                           |          | José Joaquim Fragoso (1928–)                |          | 8 de agosto de 1975 a 19 de setembro de 1975 |
| Ministro dos Negócios Estrangeiros              |          | Mário Ruivo (1927–2017)                     |          | 8 de agosto de 1975 a 19 de setembro de 1975 |
| Ministro do Equipamento Social e do Ambiente    |          | Henrique de Oliveira Sá (1919–2020)         |          | 8 de agosto de 1975 a 19 de setembro de 1975 |
| Ministro da Educação e Cultura                  |          | José Emílio da Silva (1940–2024)            |          | 8 de agosto de 1975 a 19 de setembro de 1975 |
| Ministro da Agricultura e Pescas                |          | Fernando Baptista (1942–)                   |          | 8 de agosto de 1975 a 19 de setembro de 1975 |
| Ministro do Comércio Externo                    |          | Domingos Lopes (1949–)                      |          | 8 de agosto de 1975 a 19 de setembro de 1975 |
| Ministro do Comércio Interno                    |          | Manuel Luís Macaísta Malheiros (1940–)      |          | 8 de agosto de 1975 a 19 de setembro de 1975 |
| Ministro da Indústria e Tecnologia              |          | Fernando Quitério de Brito (n/d–n/d)        |          | 8 de agosto de 1975 a 19 de setembro de 1975 |
| Ministro do Trabalho                            |          | José Inácio da Costa Martins (1938–2010)    |          | 8 de agosto de 1975 a 19 de setembro de 1975 |
| Ministro dos Assuntos Sociais                   |          | Francisco Pereira de Moura (1925–1998)      |          | 8 de agosto de 1975 a 19 de setembro de 1975 |
| Ministro dos Transportes e Comunicações         |          | Henrique Oliveira Sá (interino) (1919–2020) |          | 8 de agosto de 1975 a 19 de setembro de 1975 |
| Ministro da Comunicação Social                  |          | Jorge Correia Jesuíno (1934–)               |          | 8 de agosto de 1975 a 19 de setembro de 1975 |